# With Teeth
With Teeth (stiliserat [WITH_TEETH]) är det fjärde studioalbumet av den amerikanska rockgruppen Nine Inch Nails, utgivet den 3 maj 2005 på Interscope Records. Albumet producerades av Nine Inch Nails frontfigur Trent Reznor och långvarige samarbetspartnern Alan Moulder. Det var Reznor första fullängdsalbum med nytt material sedan 1999 års The Fragile. Reznor har förklarat att albumet är influerat av sin alkoholism och substansmissbruk mellan albumen.
With Teeth blev genast en kommersiell succé med en debuterande förstaplats på Billboard 200 och över 272 000 sålda exemplar under första veckan. Tre av låtarna släpptes som singlar: "The Hand That Feeds", "Only" och "Every Day Is Exactly the Same", som alla toppade Billboard-listan Hot Modern Rock Tracks.

## Låtlista
Alla låtar är skrivna av Trent Reznor.
| Nr  | Titel                         | Längd |
| --- | ----------------------------- | ----- |
| 1.  | All the Love in the World     | 5:15  |
| 2.  | You Know What You Are?        | 3:42  |
| 3.  | The Collector                 | 3:08  |
| 4.  | The Hand That Feeds           | 3:32  |
| 5.  | Love Is Not Enough            | 3:41  |
| 6.  | Every Day Is Exactly the Same | 4:55  |
| 7.  | With Teeth                    | 5:38  |
| 8.  | Only                          | 4:23  |
| 9.  | Getting Smaller               | 3:35  |
| 10. | Sunspots                      | 4:03  |
| 11. | The Line Begins to Blur       | 3:44  |
| 12. | Beside You in Time            | 5:25  |
| 13. | Right Where It Belongs        | 5:04  |